# Randall Arauz
Randall Arauz là nhà bảo vệ môi trường người Costa Rica. Ông đã được trao Giải Môi trường Goldman năm 2010, cho nỗ lực bảo vệ loài cá mập và cấm công nghiệp shark finning (săn cá mập để cắt vây cánh của nó làm thức ăn).